# Peugeot
Peugeot (svenskt uttal: /pøˈʃo:/; franskt uttal: /pøˈʒo:/) är en fransk biltillverkare. Peugeot ingår sedan januari 2021 i koncernen Stellantis.
Peugeot är mest känd för sin biltillverkning men finns även som cykel- och skotermärke och kryddkvarnar. Idag ingår märket i en av Europas största biltillverkare efter Volkswagen AG. Peugeot och Citroën bildar tillsammans PSA Peugeot Citroën. Företaget har även tillverkning i Argentina, i Nigeria samt i Kina, där man endast tillverkar sedanmodellen av 307:an.

## Historia

Peugeot 6HP Vis-à-vis 1898

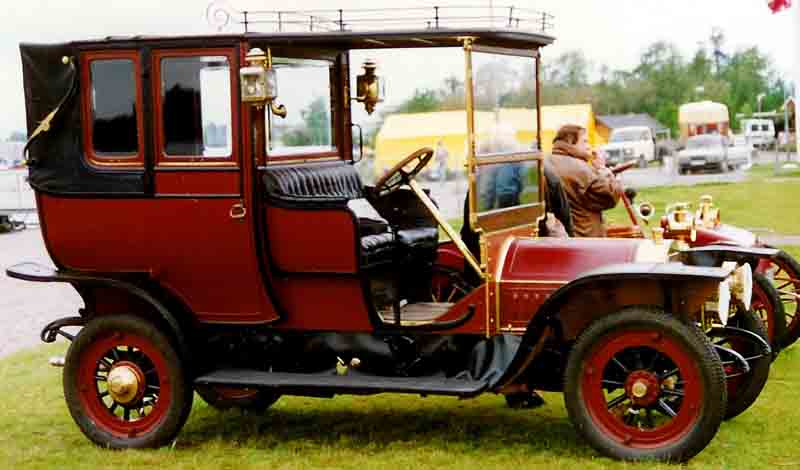
Peugeot Limousine 1908 - TYPE 105

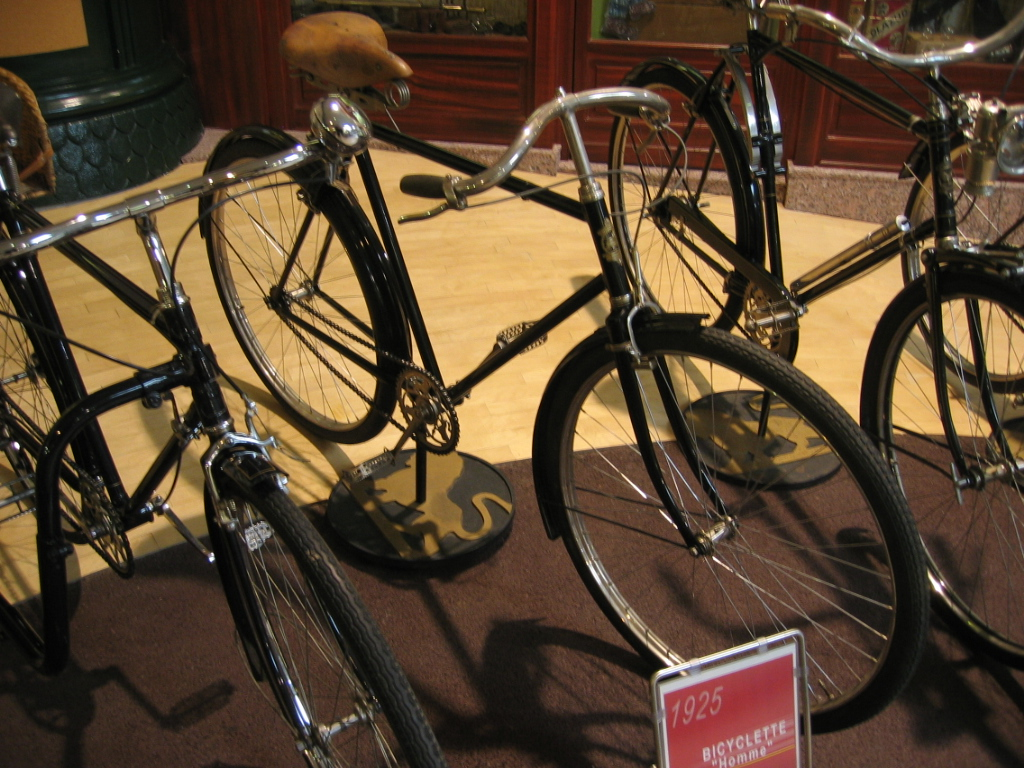
Herrcykelmodeller 1925.

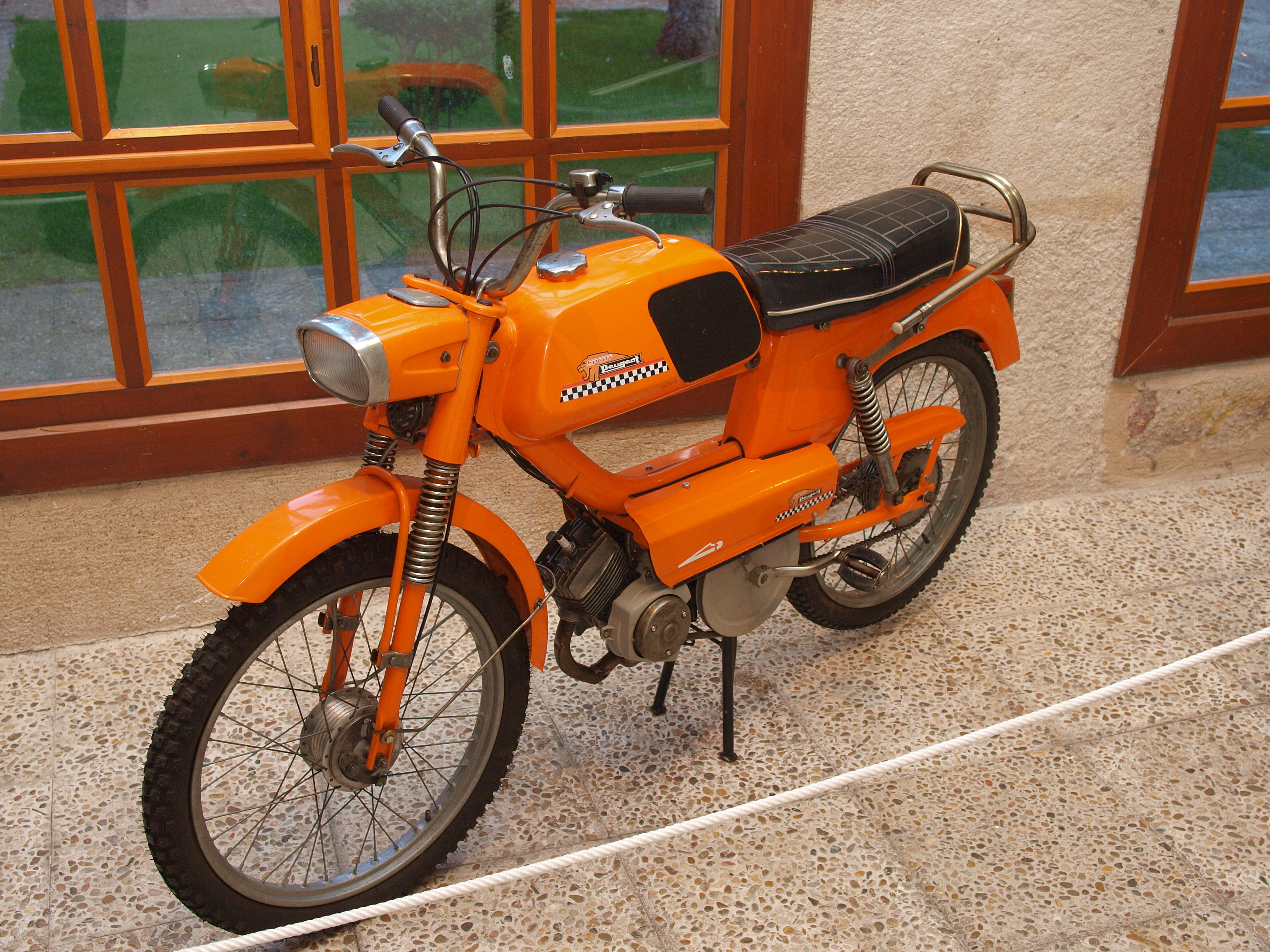
En Peugeot-moped från 1965.

Peugeot grundades av familjen Peugeot. 1810 startade bröderna Jean-Frédéric och Jean-Pierre Peugeot ett stålverk för tillverkning av sågblad och klockfjädrar. Man tillverkade även strykjärn, kaffekvarnar, symaskiner och mycket annat. Än idag tillverkas peppar- och kaffekvarnar. När cyklar kom på modet upptogs även sådana 1885 i firmans produktion på Armand Peugeots initiativ. Firman hade samarbete med Panhard & Levassor vilket gjorde att man fick höra talas om fabrikens samarbete med Gottlieb Daimler. 
Armand Peugeot trodde inte på bensinmotorernas framtid och utvecklade i stället i samarbete med Leon Serpollet en ångvagn som ställdes ut på Världsutställningen i Paris. Vagnen belönades med guldmedalj och Armand Peugeot slogs till riddare av hederslegionen. Peugeot ansåg dock att vagnen befann sig på experimentstadiet. Han återupptog i stället förhandlingarna med Panhard & Levassor som föreslog ett samarbete. De skulle tillverka motorerna efter Daimlers konstruktion och Peugeot tillverka fordonen. I ett möte med Gottlieb Daimler 1890 fick Peugeot testa det fordon han låtit ställa ut på Parisutställningen året innan och kom att ändra åsikt om bensinmotorerna.
1891 var Peugeots första automobil klar. Redan samma år hade man stora framgångar i biltävlingen Paris-Brest-Paris. Panhard & Levassor lade i samband med detta fram ett förslag om närmare samarbete i det att Panhard helt skulle lägga ned sin biltillverkning och enbart bygga motorer åt Peugeot. Peugeot tvekade dock och valde i stället 1896 att bryta med Panhard och börja tillverka sina egna motorer.
1896 grundades Société Anonyme des Automobiles Peugeot. 1900 tillverkade man 500 fordon och 20 000 cyklar.
1912 byggdes en ny fabrik i Sochaux, där man tillverkade lastbilar. 1925 blev fabriken istället huvudanläggning för personbilstillverkningen. Första världskriget gjorde att Peugeot ställde om till krigsproduktion.

### Mellankrigstiden
1929 visades Peugeot 201, som fram till 1936 tillverkades i 140 000 exemplar. Det var också den första modellen med en nolla i mitten, vilket idag är varumärkesskyddat av Peugeot. Andra modeller av intresse under 1930-talet var 202, 302 och 402. Den tyska ockupationen av Frankrike under andra världskriget ledde till att Peugeot blev en del av den tyska rustningsindustrin och därmed utsattes fabrikerna för allierade bombningar.

### Utbyggnad efter andra världskriget
Efter andra världskriget började återuppbyggnaden av koncernen. Peugeot 203 kom 1948 och blev direkt en framgång. 1955 kom 403 som blev den första massproducerade modellen. 403 var den första Peugeot som ritades av den italienska designfirman Pininfarina. En ny stor framgång blev 404 som var populär över hela Europa och i de fransktalande delarna av Afrika. Produktionen upphörde 1975 i Frankrike men fortsatte fram till 1988 hos andra marknader utanför Europa. 
1965 skapades holdingbolaget Peugeot S.A. (idag PSA Peugeot Citroën).

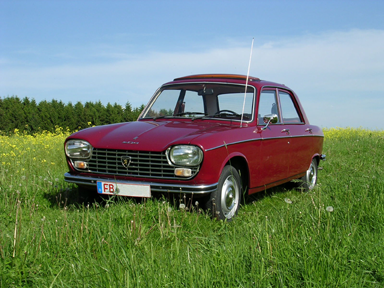
Peugeot 204
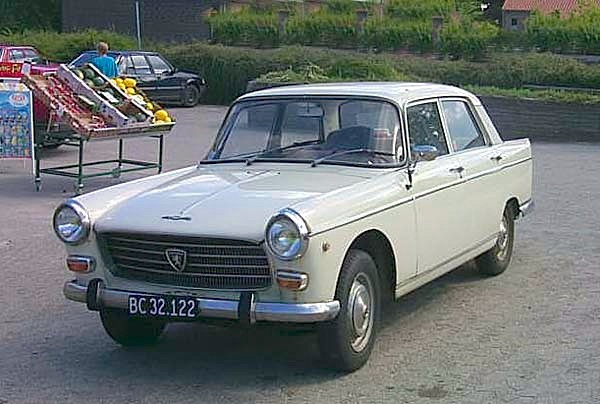
Peugeot 404

### PSA-koncernen
PSA Peugeot Citroën skapades 1974 då Peugeot tog över konkurrenten Citroën och senare Chryslers europeiska del Chrysler Europe. En storkoncern skapades under namnet PSA, en förkortning för Peugeot S.A. 1991–2016 kallade sig koncernen PSA Peugeot Citroën och sedan PSA Group innan verksamheten 2021 gick upp i Stellantis.
Köpet av Chrysler Europe gav varumärken som Simca, Sunbeam, Matra-Simca och Talbot. Simca togs bort och fick det gamla namnet Talbot som inte använts sedan 1950-talet. Köpen av Citroën och Talbot (Chrysler Europe) gav koncernen stora problem med förluster. Peugeot lade ned Talbot 1986.
På motorsidan inleddes under 1970-talet ett samarbete med Volvo och Renault vilket skapade PRV-motorn som användes i Renault 30, Peugeot 604 och Volvo 260.

### Framgångar med 205 och 405

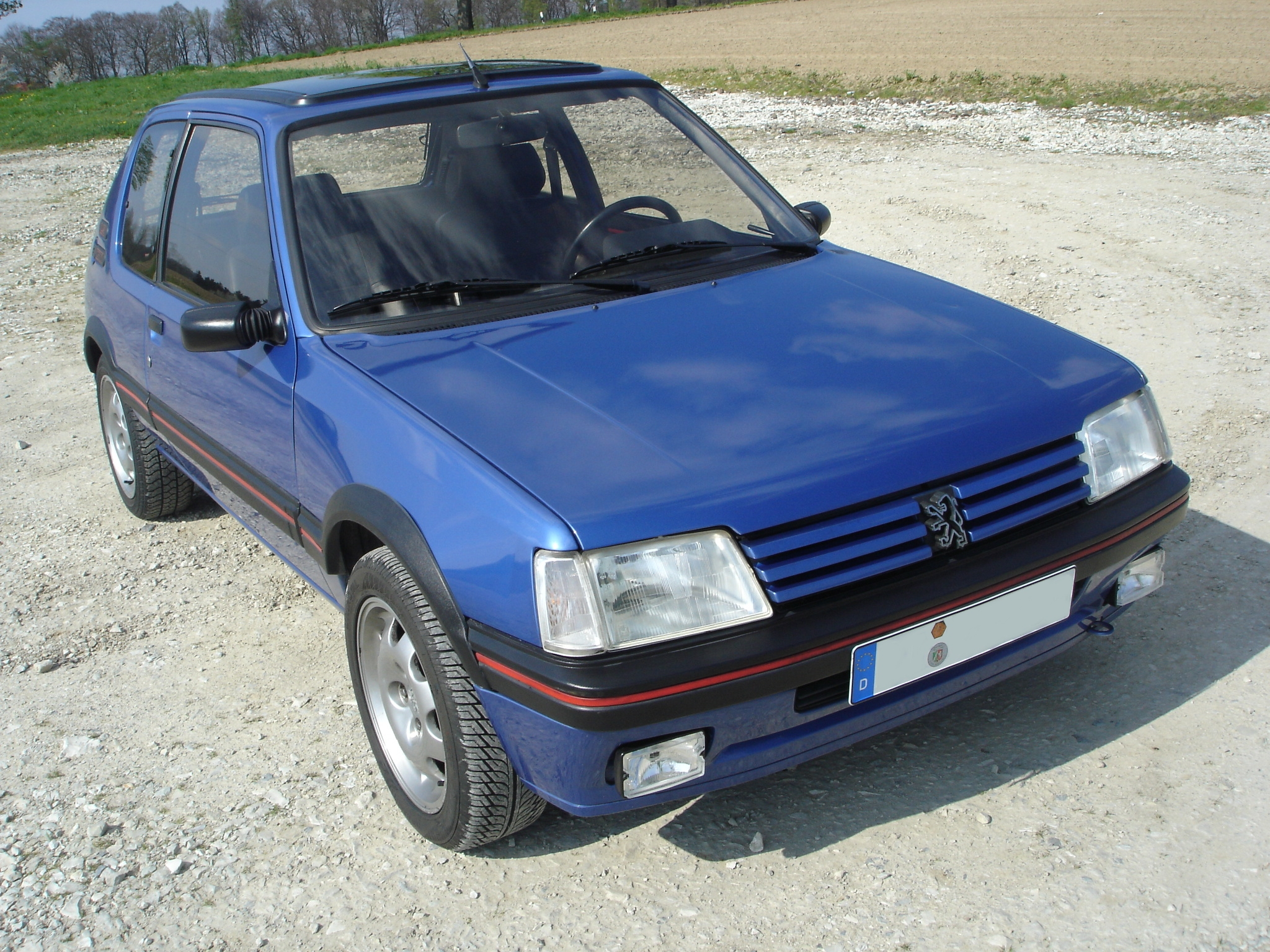
Peugeot 205

På 1980-talet fick man en stor framgång med Peugeot 205 samt Peugeot 405, som valdes till årets bil i Europa. Peugeot 205 är fortfarande Peugeots genom tidernas absoluta bästsäljare och byggdes i drygt fem miljoner exemplar. 
Peugeot har via moderbolaget PSA Peugeot Citroën ett joint venturesamarbete med Fiatkoncernen kallat Eurovan.
Peugeot 307 presenterades 2001 och utsågs till Årets bil i Europa. Bilen har varit en stor försäljningsframgång, inte minst i Sverige.

## Modellprogram - bilar

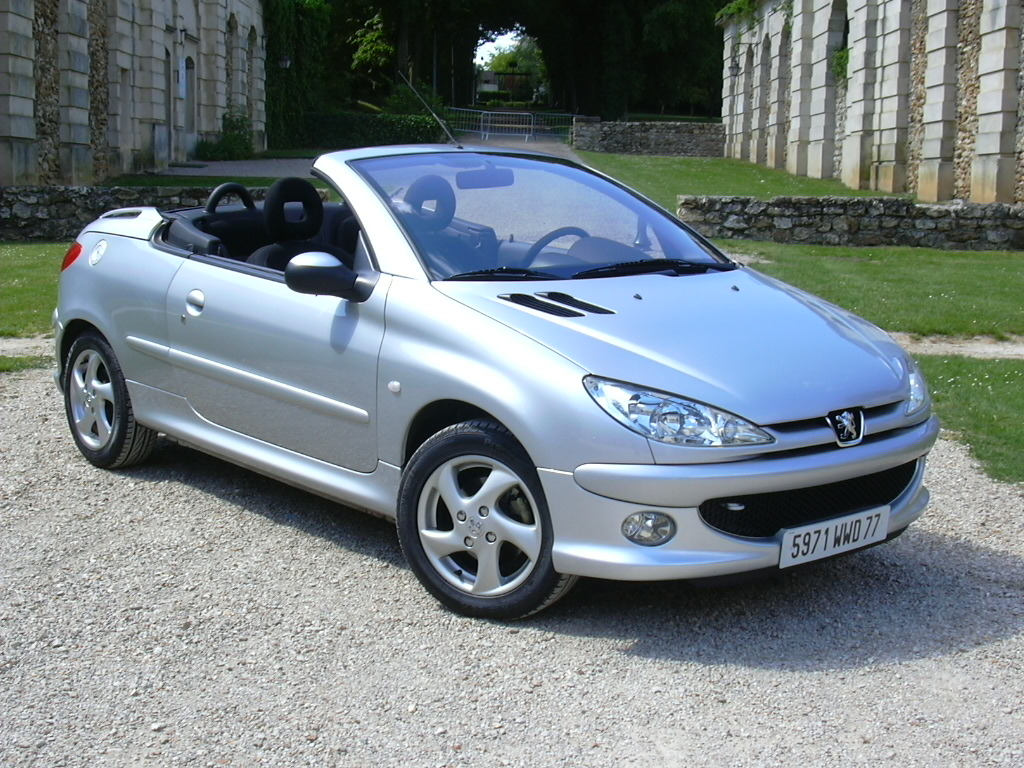
Peugeot 206 cc

Peugeot använder sig av nummer för att beteckna sina bilmodeller. Numret är i regel tresiffrigt och den första siffran anger storleksklassen på bilen, den andra siffran är en nolla och den tredje siffran anger vilken generation av Peugeot som modellen tillhör. Den sista siffran har dock ibland blivit en nia, om en klass har fått en ny modell snabbare än det övriga modellprogrammet har hunnit förnyats, så att en viss modell har kommit "mellan" generationerna. 
Vissa modeller har fyrställiga nummer, med två nollor i mitten. Först med det systemet var 1007, som var en högbyggd småbil med skjutdörrar. Sedan har företagets SUV-modeller fått dessa modellnamn.     

### Dagens modeller
- Peugeot 5008
- Peugeot 4007
- Peugeot 3008
- Peugeot 2008
- Peugeot 1007
- Peugeot 807
- Peugeot 508
- Peugeot 308
- Peugeot RCZ
- Peugeot 208
- Peugeot 107
- Peugeot 108
- Peugeot Partner
- Peugeot Expert
- Peugeot Boxer
- Peugeot iOn
- Peugeot Bipper

### Äldre Peugeot-modeller
- Peugeot 104
- Peugeot 106
- Peugeot 203
- Peugeot 204
- Peugeot 205
- Peugeot 206
- Peugeot 207
- Peugeot 301
- Peugeot 304
- Peugeot 305
- Peugeot 306
- Peugeot 307
- Peugeot 309
- Peugeot 403
- Peugeot 404
- Peugeot 405
- Peugeot 406
- Peugeot 407
- Peugeot 504
- Peugeot 505
- Peugeot 604
- Peugeot 605
- Peugeot 607